# The Right of the Strongest
The Right of the Strongest er en amerikansk stumfilm fra 1924 instrueret af Edgar Lewis.

## Medvirkende
- E.K. Lincoln som John Marshall
- Helen Ferguson som Mary Elizabeth Dale
- Robert Milasch som Bud Davis
- F.B. Phillips som Logan
- Tully Marshall som 'Mister' Sykes
- James Gibson som 'Shan' Thaggin
- Coy Watson som Tony Thaggin
- Gertrude Norman som Millie Davis